# Tweede expeditie naar Palembang
De Tweede expeditie naar Palembang was een strafexpeditie van het Koninklijk Nederlandsch-Indisch Leger in 1821.

## Voorbereiding
Na de mislukte Eerste expeditie naar Palembang van 1819 besloot de Nederlands-Indische regering een tweede expeditie uit te rusten. Doel was opnieuw om het gezag te herstellen dat was verloren gegaan door de opstand van de Sultan, en deze af te zetten. Ook wilde men een eind maken aan mensenroof en slavenhandel vanuit het Palembangse gebied in de omliggende gebieden, met name Benkoelen dat onder Brits bestuur stond.

Ontbrekende vaartuigen kwamen vanuit Nederland en op Java werd een groot aantal kleine landingsvaartuigen gemaakt die bij de vorige expeditie ontbraken.
De voorbereidingen kostten in 1820 zoveel tijd dat niet meer vóór de natte moesson vertrokken kon worden. Het vertrek werd tot 1821 uitgesteld. Al die tijd bleven de mondingen van de Palembangse rivieren geblokkeerd door oorlogsschepen. Begin mei 1821 vertrok de expeditie uit Batavia, rond de 14e verbleef ze enkele dagen op de rede van Muntok voor de laatste voorbereidingen. De vloot bestond uit 32 bewapende vaartuigen met in totaal ruim 400 vuurmonden en 84 kleine landingsvaartuigen. De bemanning bestond uit ruim 2500 zeelieden waarvan bijna de helft Europeanen. Op 14 transportschepen bevonden zich 1679 man troepen (ruim 1560 Europeanen) waarvan 1450 gevechtstroepen met 18 stuks geschut. Generaal-Majoor Hendrik Merkus de Kock, commandant van het leger in Nederlands-Indië, voerde zelf het bevel.

Op 18 mei 1821 waren de meeste schepen langs en over de zandbanken voor de mondingen van de Soengsangrivier geloodst en zetten de tocht naar Palembang voort. Twee transportschepen waren op de riffen van de '1000 eilanden' vast komen te zitten waarbij 30 opvarenden omkwamen. In de periode 8 mei tot 1 juni werden bovendien 126 doden gemeld vanwege cholera.

## Gevechten
De verdedigingswerken op de plaats waar de Peladjoe-rivier zich even beneden Palembang met de Soengsang (ook Musi genoemd) verenigt, en die op het tegenoverliggend riviereiland Gombora, waren uitgebreid. Bij een verkenning te voet van de batterijen bleek dat ze doelmatig voor de verdediging waren aangelegd. Ook werden met kleine boten verkenningen uitgevoerd, naar in de rivier aangelegde paalwerken om het doorvaren van de schepen naar Palembang te beletten. Op 16 juni ontscheepte kolonel Bischoff met 500 man om zo mogelijk de verdedigingswerken vanuit de flank of de achterkant in te nemen. In de avond keerden ze onverrichter zake terug. Bij gunstige wind op 20 juni voeren de oorlogsschepen zo dicht mogelijk richting de vestingwerken en vonden over en weer beschietingen plaats. Nadat op een van de schepen veel slachtoffers waren gevallen werd besloten terug te trekken. Men telde die dag onder de Nederlands-Indische troepen 46 doden en circa 100 gewonden.
Op 24 juni vond een tweede aanval plaats. Eerst werden de stellingen van de sultan op Gombora beschoten, daarna ingenomen door infanterie. Vervolgens werden ook de Peladjoe-batterij en de waterbatterijen in de rivier uitgeschakeld en ingenomen. Op deze dag vielen 29 doden en ongeveer 120 gewonden, het aantal slachtoffers aan Sumatraanse zijde is niet bekend.
Hierna zetten de schepen koers richting Palembang, naar de kraton (paleis) van sultan Mahmud Baderuddin II. 
Een vertrouweling en raadgever van Baderuddin (ook geschreven als Badr-Oedin), Demang Osman, trachtte daar met een aantal volgelingen in enkele prauwen te ontsnappen maar vielen in handen van de Nederlands-Indische troepen.

## Overgave van de sultan
Reeds vóór vertrek van de expeditie uit Batavia had men overwogen aan welk lid van het vorstenhuis het plaatselijk bestuur na een geslaagde operatie zou worden overgedragen. Op Mahmut Baderuddin of zijn zoons kon de keus niet vallen. Zijn jongere broer, die al eerder tussentijds sultan was geweest maar nu in ballingschap op Java verbleef, achtte men zwak en ongeschikt. De keus viel op zijn oudste zoon die niet betrokken was geweest bij vroegere gebeurtenissen, hij zou zijn oom moeten opvolgen. 

Na de gevechten van 24 juni kwam De Kock c.s. tot het oordeel dat er genoeg gedaan was om het gezag van het gouvernement te herstellen en wenste men verder bloedvergieten en verwoesting van bezittingen van de Palembangse burgers te voorkomen. Er werd afgezien van een aanval op de kraton. Ook was niet zeker of daarbij de Sultan in hun handen zou vallen. Daarom werd hij op 26 juni 1821 schriftelijk gesommeerd zich over te geven. Toen dat de volgende dag nog niet gebeurd was, liet De Kock landingstroepen ontschepen en enkele oorlogsschepen kozen positie op de rivier tegenover de kraton. Laat op de 27e zond de sultan een boodschapper, dat hij zich overgaf en zich met vrouwen en kinderen enkele dagen op het vertrek wilde voorbereiden. Daarop kreeg hij het antwoord dat hij op 3 juli afgevoerd zou worden en de kraton in bezit genomen zou worden. De 29e ontving de generaal van de nieuwe sultan een verklaring dat de regalia's van de troon door hem ontvangen waren vanwege zijn oom Baderuddin.

De sultan werd met zijn familie en gevolg naar Java overgebracht waar hij leefde als staatsgevangene en een jaarlijkse toelage van het gouvernement ontving. In augustus 1823 werd het rijk van Palembang onder rechtstreeks gezag van de Nederlands-Indische regering geplaatst omdat de jonge, nieuwe sultan niet geschikt bleek te zijn.
Met een aantal volgelingen voerde hij na enige tijd nog een mislukte aanval op het Nederlandse garnizoen uit waarna hij naar de binnenlanden vluchtte. In augustus 1825 gaf hij zich over en werd naar het eiland Bangka verbannen. Hierna brak in Palembang een periode van enkele tientallen jaren van relatieve rust aan.